# Phục cổ

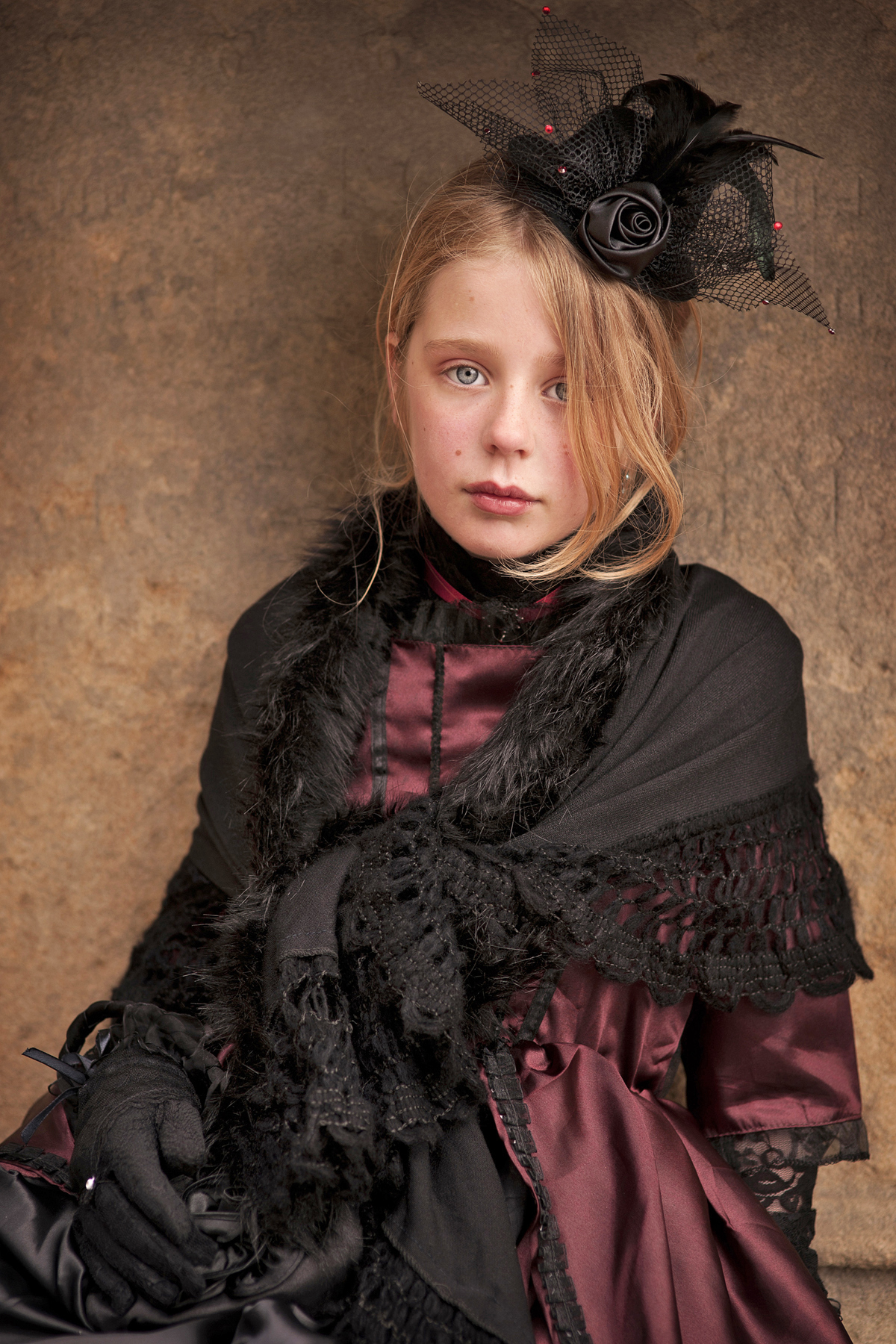
Một cô bé với trang phục kiểu cổ thời kỳ Victoria

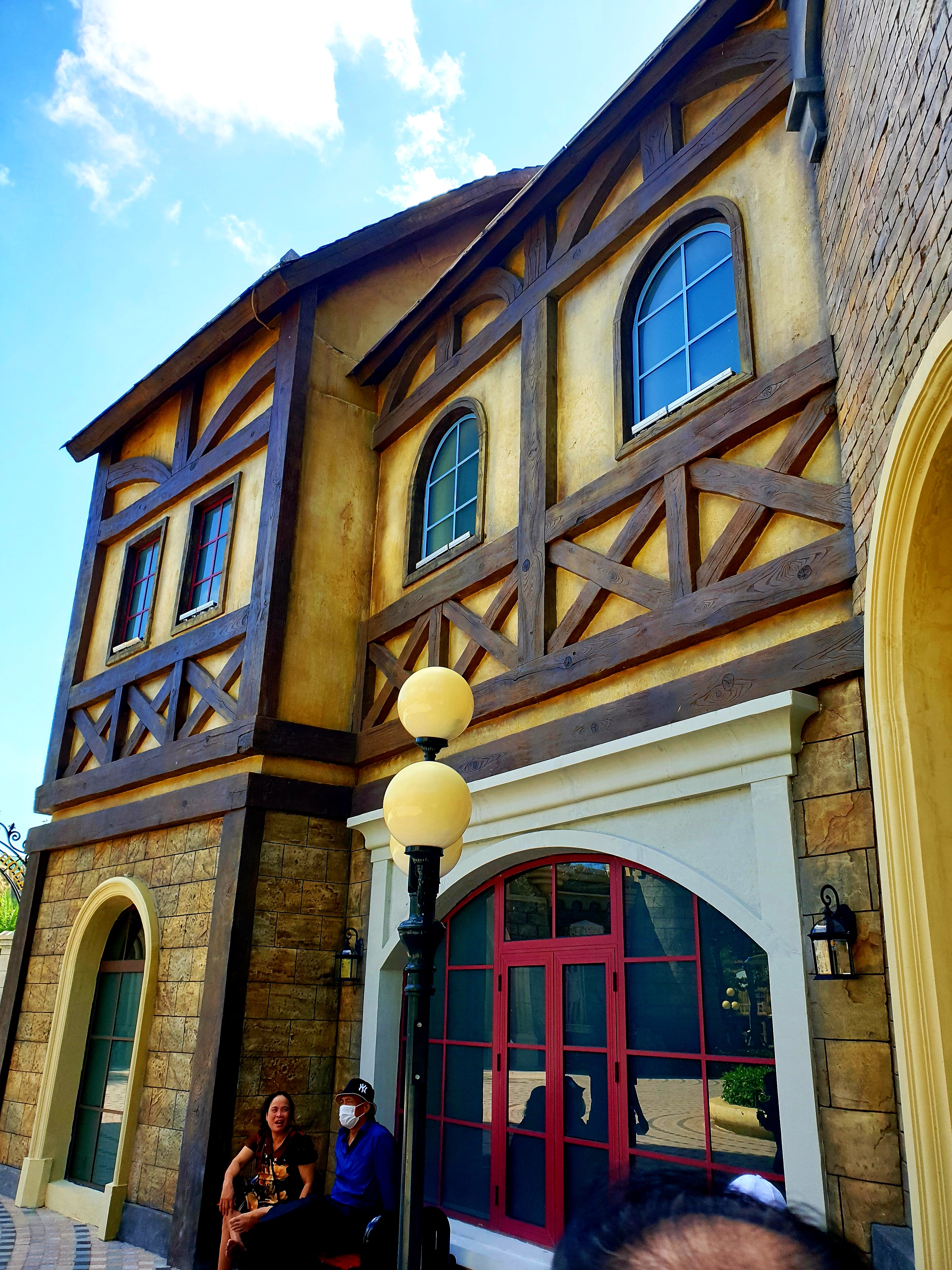
Kiến trúc nhà kiểu Âu ở Đại lộ Châu Âu ở Phú Quốc lấy cảm hứng từ kiến trúc cổ của Pháp

Phục cổ (复古), hay retro bắt nguồn từ tiếng Latin với retro tiền tố, nghĩa là "phía sau" hay "trong thời gian qua" - đặc biệt là khi nhìn thấy trong ngược từ, ngụ ý một phong trào hướng về quá khứ thay vì một sự tiến bộ hướng tới tương lai, và hồi tưởng, đề cập đến một hoài cổ (hoặc quan trọng) mắt hướng về quá khứ. Hay dễ hiểu, nó là một viễn cảnh tương lai được vẽ ra từ quá khứ. Nói chung, retro ám chỉ những xu hướng lấy nguồn cảm hứng từ những thập niên trước.

## Thời trang retro
Đây là cách phối hợp quần áo thịnh hành trong quá khứ với xu hướng của hiện tại. Ví dụ kết hợp những mẫu như túi xách da của những năm 50, kính mắt bản to, Sơ mi (sơ mi retro có đặc điểm là cổ sen, tay áo rộng và bo phía măng sét, chất vải lụa mềm mại thêm vào đó là họa tiết nhỏ như chấm bi, hoa dây khá nhẹ nhàng và thoải mái).